# 西武40000系電力動車組
西武40000系電聯車（日语：／ Seibu 40000-kei densha */?）是2017年開始營業運行的西武鐵道通勤型電聯車。